# آرثر مولان
آرثر مولان (بالفرنسية: Arthur Moulin) هو سياسي فرنسي، ولد في 4 يوليو 1924 في فرنسا، وتوفي في 9 مايو 2017. حزبياً، نشط في الاتحاد للجمهورية الحديثة والتجمع من أجل الجمهورية. وقد انتخب عضو مجلس الشيوخ الفرنسي وانتخب نائب فرنسي.